# VHS J1256−1257
Désignations
VHS J125601.92-125723.9 (en abrégé VHS 1256-1257 voire VHS 1256) est une naine brune de type spectral M7.5 située à une distance de 12,7 ± 1,0 parsecs du Soleil. Elle est l'objet primaire d'un système planétaire dont l'unique objet secondaire connu est VHS J125601.92-125723.9 b (VHS 1256-1257 b ou VHS 1256 b), une planète confirmée.

## Découvertes
D'après Gauza et al. (2015), VHS 1256-1257 et VHS 1256-1257 b ont été répertoriées, pour la première fois, dans le catalogue des sources ponctuelles du Two Micron All-Sky Survey (2MASS), sous les désignations respectives 2MASS J12560215-1257217 et 2MASS J12560183-1257276.
Toujours d'après Gauza et al. (2015), VHS 1256-1257 a ensuite été répertoriée dans le catalogue du Southern Infrared Proper Motion Survey (SIPS) comme SIPS 1256-1257,.

## VHS 1256-1257 b
VHS 1256-1257 b est un objet en orbite autour de VHS 1256-1257, à une distance de 8,06 ± 0,03 secondes d'arc, soit 102 ± 9 unités astronomiques, de la naine brune.
Sa masse, estimée à 11,2 +9,7 –1,8 masses joviennes, est proche de la masse minimale nécessaire à la fusion thermonucléaire du deutérium (2H).